# Шрёэр, Беатрикс
Беатрикс Шрёэр (нем. Beatrix Schröer; род. 4 мая 1963, Майсен), в девичестве Леман (нем. Lehmann) — немецкая гребчиха, выступавшая за сборную ГДР по академической гребле в 1980-х годах. Чемпионка летних Олимпийских игр в Сеуле, двукратная серебряная призёрка чемпионатов мира, победительница многих регат национального и международного значения.

## Биография
Беатрикс Леман родилась 4 мая 1963 года в городе Майсен, ГДР. Проходила подготовку в Дрездене в местном спортивном клубе «Айнхайт Дрезден».
Выступала на международной арене начиная с 1980 года, становилась чемпионкой мира среди юниоров, побеждала на Спартакиаде ГДР и на первенствах Восточной Германии.
Первого серьёзного успеха на взрослом международном уровне добилась в сезоне 1985 года, когда вошла в основной состав восточногерманской национальной сборной и побывала на чемпионате мира в Хазевинкеле, откуда привезла награду серебряного достоинства, выигранную в зачёте распашных рулевых восьмёрок — здесь их экипаж обошла только команда из СССР.
В 1986 году на мировом первенстве в Ноттингеме стала серебряной призёркой в программе рулевых четвёрок, уступив в финале спортсменкам из Румынии.
В 1987 году стартовала на чемпионате мира в Копенгагене, однако на сей раз попасть в число призёров не смогла — показала в восьмёрках четвёртый результат.
Благодаря череде удачных выступлений удостоилась права защищать честь страны на летних Олимпийских играх 1988 года в Сеуле — в составе команды, куда также вошли гребчихи Аннегрет Штраух, Юдит Цайдлер, Катрин Хаккер, Аня Клуге, Уте Вильд, Уте Штанге, Рамона Бальтазар и рулевая Даниэла Нойнаст, заняла в женских восьмёрках первое место, завоевав тем самым золотую олимпийскую медаль. За это выдающееся достижение по итогам сезона была награждена орденом «За заслуги перед Отечеством» в золоте.
Завершив карьеру спортсменки, работала воспитательницей в детском саду в Дрездене.